# Літні Паралімпійські ігри 2016
XV Літні Паралімпійські ігри — Паралімпійські ігри, що відбулися в Ріо-де-Жанейро з 7 вересня по 18 вересня 2016 року. Місце проведення ігор визначене 2 жовтня 2009 року в Копенгагені одночасно із вибором столиці XXXI Літніх Олімпійських ігор.

## Вибори місця проведення
|                                                            |  |  |
| Пам'ятна монета НБУ присвячена Паралімпійським іграм у Ріо |  |  |

Місто-господар Паралімпійських та Олімпійських ігор 2016 визначили на Сесії МОК та МПК у Копенгагені 2 жовтня 2009 року. Крім Ріо-де-Жанейро, у фіналі за проведення Олімпіади змагалися Мадрид, Токіо та Чикаго. Заявки також подали, але в остаточний перелік претендентів не були включені Баку, Доха, Прага.
| Результати подання заявок міст-кандидатів | Результати подання заявок міст-кандидатів | Результати подання заявок міст-кандидатів | Результати подання заявок міст-кандидатів | Результати подання заявок міст-кандидатів |
| ----------------------------------------- | ----------------------------------------- | ----------------------------------------- | ----------------------------------------- | ----------------------------------------- |
| Місто                                     | НОК                                       | 1-ий раунд                                | 2-ий раунд                                | 3-ий раунд                                |
| Ріо-де-Жанейро                            | Бразилія                                  | 26                                        | 46                                        | 66                                        |
| Мадрид                                    | Іспанія                                   | 28                                        | 29                                        | 32                                        |
| Токіо                                     | Японія                                    | 22                                        | 20                                        | —                                         |
| Чикаго                                    | США                                       | 18                                        | —                                         | —                                         |

## Символи

### Логотип та талісман

Вінісіус (праворуч) і Том

Офіційний логотип спортивних змагань був розроблений бразильською компанією Tatíl Design й був представлений 31 грудня 2010 року. В основу логотипу було покладено стилізовані елементи природи Ріо-де-Жанейро — гори, сонце, море, представлені у формі людських силуетів, що танцюють взявшись за руки.
Дизайн талісманів для Олімпійських та Паралімпійських ігор був розроблений комппанією Birdo (Сан-Паулу). Офіційним талісманом літніх Олімпійських Ігор в Ріо-де Жанейро став Вінісіус, що являє собою уособлення бразильської фауни, й на вигляд схожий на жовтого кота.

### Медалі
14 червня 2016 року на спеціальній конференції за участю президента МОК Томаса Баха були представлені олімпійські медалі. Загалом до Олімпійських та Паралімпійських ігор в Ріо було виготовлено 5310 медалей.
Метал для нагород, був отриманий при дотриманні технологій, що відповідають стандартам сталого розвитку. Золоті медалі були виготовлені за технологію, що виключає використання ртуті, срібні та бронзові — з використанням вторинної сировини.

## Спортивні об'єкти

Олімпійські об'єкти в Ріо-де-Жанейро

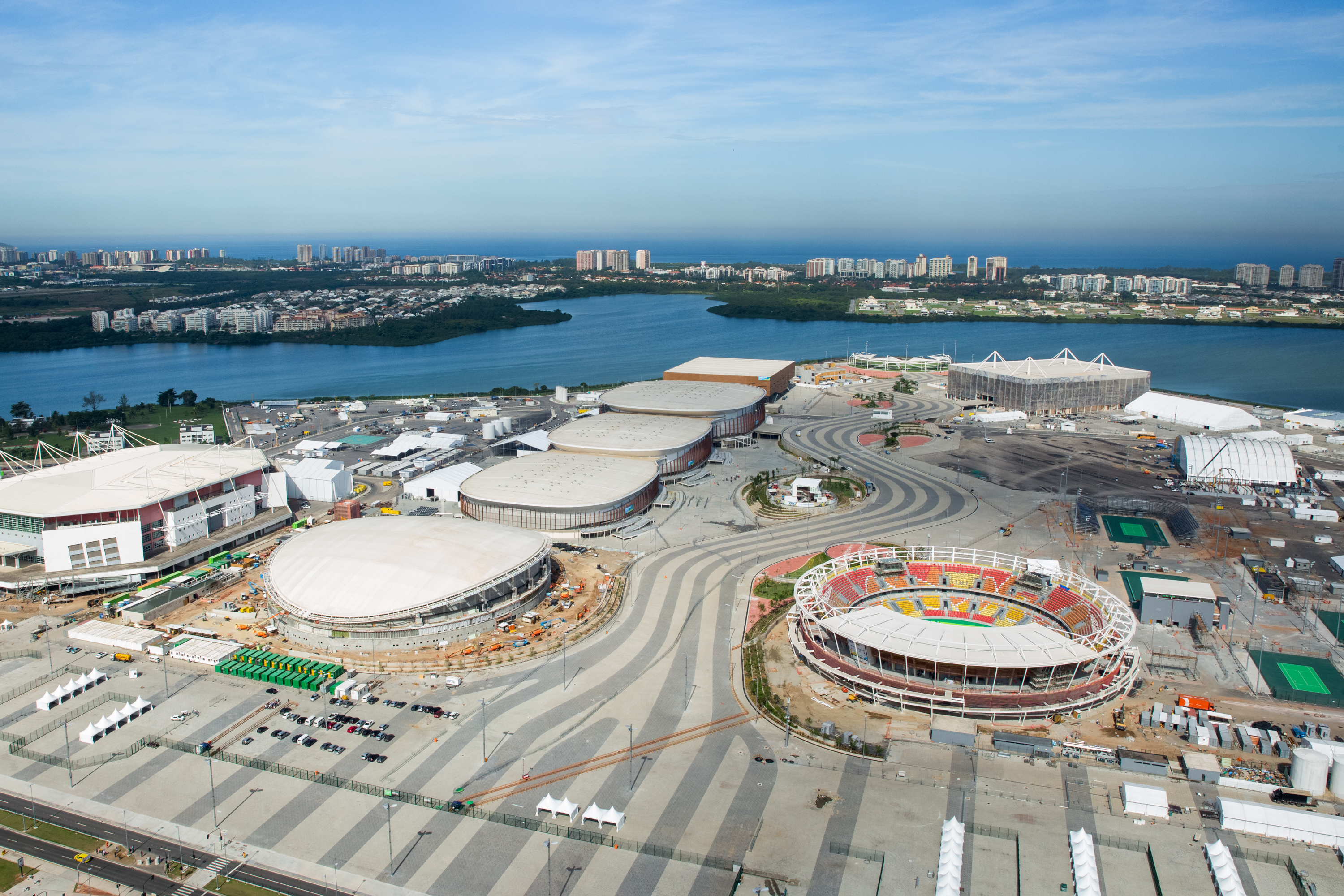
Велодром та Арена Каріока 1, 2, 3

Як і у минулі роки, змагання пройдуть, переважно, на об'єктах Олімпіади. Більшість спортивних об'єктів розташовані в межах чотирьох зон Ріо-де-Жанейро — Маракана, Копакабана, Барра та Деодору.

### Барра
- Арена Каріока 1 — баскетбол, регбі
- Арена Каріока 2 — бочче
- Арена Каріока 3 — дзюдо та фехтування
- Арена ду Футуру — голбол
- Олімпійський водний стадіон — плавання
- Олімпійський тенісний центр Ріо — теніс, футбол
- Пляж Понтал — велоспорт
- Ріосентро — волейбол, настільний теніс
- Олімпійська арена Ріо — баскетбол
- Олімпійський велодром Ріо — велоспорт

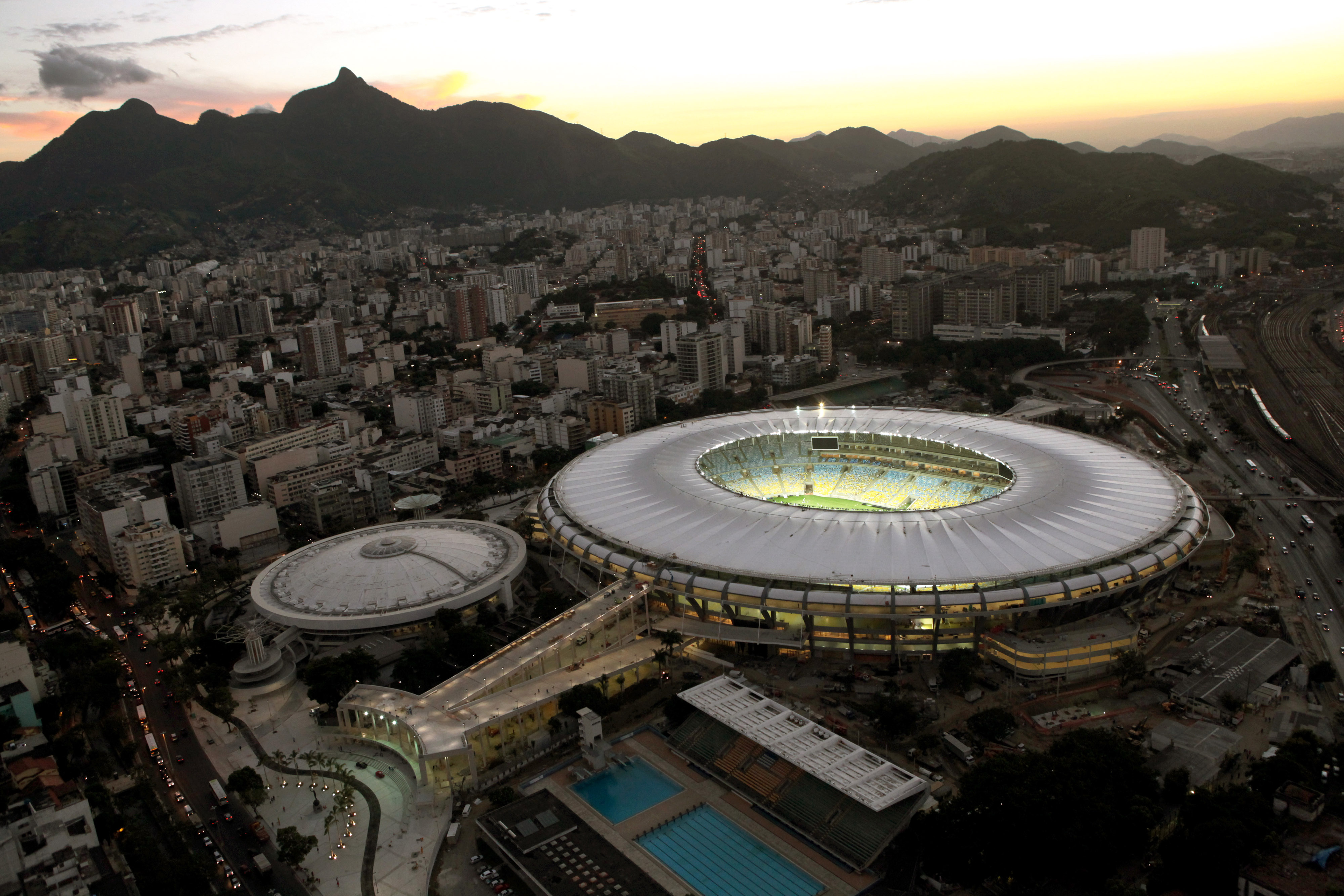
Маракана

### Деодору
- Національний центр кінного спорту — кінний спорт
- Національний стрілецький центр Ріо — стрільба
- Арена Деодору — футбол

### Маракана
- Маракана — церемонії відкриття та закриття
- Олімпійський стадіон Жоао Авеланжа — легка атлетика
- Самбодром — стрільба з лука

### Копакабана
- Форт Копакабана — атлетика, велоспорт
- Марина да Глорія — вітрильний спорт
- Лагуна Родрігу-ді-Фрейташ — веслування

## Змагання
| - Стрільба з лука - Легка атлетика - Бочче - Параканое - Велоспорт - Шосейні гонки - Трекові гонки - Кінний спорт | - Футбол (5 x 5) - Футбол (7 x 7) - Голбол - Дзюдо - Паратріатлон - Пауерліфтинг - Гребля - Вітрильний спорт | - Стрільба - Плавання - Настільний теніс - Волейбол - Баскетбол - Фехтування - Регбі - Теніс |

## Національні паралімпійські комітети, що беруть участь
| Національні паралімпійські комітети, що беруть участь |
| --- |
| - Афганістан (1) - Албанія - Алжир (60) - Ангола (4) - Аргентина (84) - Вірменія (2) - Аруба (1) - Австралія (177) - Австрія (27) - Азербайджан (25) - Бахрейн (2) - Білорусь (20) - Бельгія (29) - Бенін (1) - Бермуди (2) - Боснія і Герцеговина (14) - Ботсвана (1) - Бразилія (285) - Болгарія (7) - Буркіна-Фасо (1) - Бурунді (1) - Камбоджа (1) - Камерун (1) - Канада (153) - Кабо-Верде (2) - Центральноафриканська Республіка (1) - Чилі (15) - Китай (308) - Колумбія (39) - Коста-Рика (3) - Хорватія (19) - Куба (22) - Кіпр (2) - Чехія (37) - Данія (21) - Демократична Республіка Конго (2) - Джибуті - Домініканська Республіка (2) - Еквадор (5) - Єгипет (45) - Сальвадор (1) - Естонія (6) - Ефіопія (5) - [[ на літніх Паралімпійських іграх 2016\|]] (1) - Фіджі (2) - Фінляндія (26) - Франція (123) - Габон (1) - Гамбія (1) - Грузія (5) - Німеччина (155) - Гана (3) - Велика Британія (264) - Греція (60) - Гватемала (1) - Гвінея-Бісау (1) - Гаїті (1) - Гондурас (2) - Гонконг (24) - Угорщина (43) - Ісландія (5) - Індія (19) - Індонезія (9) - Незалежні паралімпійські атлети (2) - Іран (110) - Ірак (14) - Ірландія (44) - Ізраїль (33) - Італія (101) - Кот-д'Івуар (5) - Ямайка (3) - Японія (132) - Йорданія (10) - Казахстан (11) - Кенія (9) - Косово - Кувейт (6) - Киргизстан (3) - Лаос (1) - Латвія (11) - Лесото (2) - Лівія (3) - Литва (13) - Макао (1) - Північна Македонія (2) - Мадагаскар (1) - Малаві (1) - Малайзія (19) - Малі (2) - Мальта (1) - Маврикій (2) - Мексика (71) - Молдова (2) - Монголія (8) - Чорногорія (2) - Марокко (26) - Мозамбік (1) - М'янма (2) - Намібія (10) - Непал (2) - Нідерланди (120) - Нова Зеландія (31) - Нікарагуа (3) - Нігер (2) - Нігерія (23) - Північна Корея (2) - Норвегія (25) - Оман (2) - Пакистан (1) - Палестина (1) - Панама (2) - Папуа Нова Гвінея (2) - Перу (6) - Філіппіни (5) - Польща (90) - Португалія (37) - Пуерто-Рико (4) - Катар (3) - Румунія (12) - Руанда (13) - Самоа (2) - Сан-Томе і Принсіпі (1) - Саудівська Аравія (4) - Сенегал (2) - Сербія (16) - Сейшельські Острови (1) - Сьєрра-Леоне (1) - Сінгапур (13) - Словаччина (28) - Словенія (8) - ПАР (44) - Південна Корея (82) - Південний Судан - Іспанія (113) - Шрі-Ланка (9) - Суринам (1) - Швеція (58) - Швейцарія (24) - Сирія (2) - Китайський Тайбей (13) - Таджикистан (1) - Танзанія (1) - Таїланд (45) - Східний Тимор (2) - Тонга (2) - Тринідад і Тобаго (3) - Туніс (31) - Туреччина (81) - Туркменістан (2) - Уганда (1) - Україна (169) - Об'єднані Арабські Емірати (18) - США (279) - Уругвай (4) - Узбекистан (32) - Венесуела (23) - В'єтнам (11) - Американські Віргінські Острови (1) - Зімбабве (5) |

7 серпня 2016 року було дискваліфіковано збірну Росії. Про це заявив президент Міжнародного паралімпійського комітету Філіп Кравен. Через допінг-скандал РФ позбавляється права подавати заявки спортсменів на участь в іграх і не має права брати участь в діяльності МПК.

## Календар
Час усіх змагань місцевий (Бразилія, UTC−3)
| OC | Церемонія відкриття | ● | Кваліфікація змагань | 1 | Фінали | CC | Церемонія закриття |

| Вересень             | 7  | 8  | 9  | 10  | 11  | 12  | 13  | 14  | 15  | 16  | 17  | 18  | Комплекти медалей |
| -------------------- | -- | -- | -- | --- | --- | --- | --- | --- | --- | --- | --- | --- | ----------------- |
| Церемонії            | OC |    |    |     |     |     |     |     |     |     |     | CC  |                   |
| Стрільба з лука      |    |    |    | ●   | 1   | 1   | 1   | 1   | 1   | 2   | 2   |     | 9                 |
| Легка атлетика       |    | 10 | 20 | 16  | 19  | 14  | 19  | 14  | 19  | 16  | 25  | 5   | 177               |
| Бочче                |    |    |    | ●   | ●   | 3   | ●   | ●   | ●   | 4   |     |     | 7                 |
| Параканое            |    |    |    |     |     |     |     | ●   | 6   |     |     |     | 6                 |
| Шосейні гонки        |    |    |    |     |     |     |     | 8   | 8   | 8   | 9   |     | 33                |
| Трекові гонки        |    | 4  | 5  | 5   | 3   |     |     |     |     |     |     |     | 17                |
| Кінний спорт         |    |    |    |     | ●   | ●   | 1   | 2   | 2   | 6   |     |     | 11                |
| Футбол (5 x 5)       |    |    | ●  |     | ●   |     | ●   |     | ●   |     | 1   |     | 1                 |
| Футбол (7 x 7)       |    | ●  |    | ●   |     | ●   |     | ●   |     | 1   |     |     | 1                 |
| Голбол               |    | ●  | ●  | ●   | ●   | ●   | ●   | ●   | ●   | 2   |     |     | 2                 |
| Дзюдо                |    | 4  | 4  | 5   |     |     |     |     |     |     |     |     | 13                |
| Пауерліфтинг         |    | 2  | 3  | 3   | 3   | 3   | 3   | 3   |     |     |     |     | 20                |
| Гребля               |    |    | ●  | ●   | 4   |     |     |     |     |     |     |     | 4                 |
| Вітрильний спорт     |    |    |    |     |     | ●   | ●   | ●   | ●   | ●   | 3   |     | 3                 |
| Стрільба             |    | 2  | 2  | 2   | 1   | 1   | 2   | 2   |     |     |     |     | 12                |
| Волейбол             |    | ●  | ●  | ●   | ●   | ●   | ●   | ●   | ●   | 1   | 1   |     | 2                 |
| Плавання             |    | 16 | 16 | 14  | 15  | 16  | 15  | 15  | 14  | 16  | 15  |     | 152               |
| Настільний теніс     |    | ●  | ●  | ●   | 5   | 8   | 8   | ●   | ●   | 4   | 4   |     | 29                |
| Паратріатлон         |    |    |    | 3   | 3   |     |     |     |     |     |     |     | 6                 |
| Баскетбол на візках  |    | ●  | ●  | ●   | ●   | ●   | ●   | ●   | ●   | 1   | 1   |     | 2                 |
| Фехтування на візках |    |    |    |     |     | 2   | 4   | 4   | 2   | 2   |     |     | 14                |
| Регбі на візках      |    |    |    |     |     |     |     | ●   | ●   | ●   | ●   | 1   | 1                 |
| Теніс на візках      |    |    | ●  | ●   | ●   | ●   | 1   | 1   | 2   | 2   |     |     | 6                 |
| Комплекти медалей    | 0  | 38 | 50 | 48  | 54  | 48  | 54  | 50  | 54  | 65  | 61  | 6   | 528               |
| Всього               | 0  | 38 | 88 | 136 | 190 | 238 | 292 | 342 | 396 | 461 | 522 | 528 |                   |
| Вересень             | 7  | 8  | 9  | 10  | 11  | 12  | 13  | 14  | 15  | 16  | 17  | 18  | Комплекти медалей |

## Медальний залік
країна-господар (Бразилія)
| Місце             | Країна            | Золото | Срібло | Бронза | Загалом |
| ----------------- | ----------------- | ------ | ------ | ------ | ------- |
| 1                 | Китай             | 107    | 81     | 51     | 239     |
| 2                 | Велика Британія   | 64     | 39     | 44     | 147     |
| 3                 | Україна           | 41     | 37     | 39     | 117     |
| 4                 | США               | 40     | 44     | 31     | 115     |
| 5                 | Австралія         | 22     | 30     | 29     | 81      |
| 6                 | Німеччина         | 18     | 25     | 14     | 57      |
| 7                 | Нідерланди        | 17     | 19     | 26     | 62      |
| 8                 | Бразилія          | 14     | 29     | 29     | 72      |
| 9                 | Італія            | 10     | 14     | 15     | 39      |
| 10                | Польща            | 9      | 18     | 12     | 39      |
| 11–83             | Решта країн       | 187    | 193    | 249    | 629     |
| Загалом 83 країни | Загалом 83 країни | 529    | 529    | 539    | 1597    |

Медалі за ста́ттю
Змагання:      чоловіки •      жінки‎ •      змішані
|  | На цьому місці має відображатися графік чи діаграма, однак з технічних причин його відображення наразі вимкнено. Будь ласка, не видаляйте код, який викликає це повідомлення. Розробники вже працюють для того, щоби відновити штатне функціонування цього графіка або діаграми. |

|  | На цьому місці має відображатися графік чи діаграма, однак з технічних причин його відображення наразі вимкнено. Будь ласка, не видаляйте код, який викликає це повідомлення. Розробники вже працюють для того, щоби відновити штатне функціонування цього графіка або діаграми. |

|  | На цьому місці має відображатися графік чи діаграма, однак з технічних причин його відображення наразі вимкнено. Будь ласка, не видаляйте код, який викликає це повідомлення. Розробники вже працюють для того, щоби відновити штатне функціонування цього графіка або діаграми. |

|  | На цьому місці має відображатися графік чи діаграма, однак з технічних причин його відображення наразі вимкнено. Будь ласка, не видаляйте код, який викликає це повідомлення. Розробники вже працюють для того, щоби відновити штатне функціонування цього графіка або діаграми. |

|  | На цьому місці має відображатися графік чи діаграма, однак з технічних причин його відображення наразі вимкнено. Будь ласка, не видаляйте код, який викликає це повідомлення. Розробники вже працюють для того, щоби відновити штатне функціонування цього графіка або діаграми. |

|  | На цьому місці має відображатися графік чи діаграма, однак з технічних причин його відображення наразі вимкнено. Будь ласка, не видаляйте код, який викликає це повідомлення. Розробники вже працюють для того, щоби відновити штатне функціонування цього графіка або діаграми. |

|  | На цьому місці має відображатися графік чи діаграма, однак з технічних причин його відображення наразі вимкнено. Будь ласка, не видаляйте код, який викликає це повідомлення. Розробники вже працюють для того, щоби відновити штатне функціонування цього графіка або діаграми. |

|  | На цьому місці має відображатися графік чи діаграма, однак з технічних причин його відображення наразі вимкнено. Будь ласка, не видаляйте код, який викликає це повідомлення. Розробники вже працюють для того, щоби відновити штатне функціонування цього графіка або діаграми. |

|  | На цьому місці має відображатися графік чи діаграма, однак з технічних причин його відображення наразі вимкнено. Будь ласка, не видаляйте код, який викликає це повідомлення. Розробники вже працюють для того, щоби відновити штатне функціонування цього графіка або діаграми. |

|  | На цьому місці має відображатися графік чи діаграма, однак з технічних причин його відображення наразі вимкнено. Будь ласка, не видаляйте код, який викликає це повідомлення. Розробники вже працюють для того, щоби відновити штатне функціонування цього графіка або діаграми. |

|  | На цьому місці має відображатися графік чи діаграма, однак з технічних причин його відображення наразі вимкнено. Будь ласка, не видаляйте код, який викликає це повідомлення. Розробники вже працюють для того, щоби відновити штатне функціонування цього графіка або діаграми. |

|  | На цьому місці має відображатися графік чи діаграма, однак з технічних причин його відображення наразі вимкнено. Будь ласка, не видаляйте код, який викликає це повідомлення. Розробники вже працюють для того, щоби відновити штатне функціонування цього графіка або діаграми. |

|  | На цьому місці має відображатися графік чи діаграма, однак з технічних причин його відображення наразі вимкнено. Будь ласка, не видаляйте код, який викликає це повідомлення. Розробники вже працюють для того, щоби відновити штатне функціонування цього графіка або діаграми. |

|  | На цьому місці має відображатися графік чи діаграма, однак з технічних причин його відображення наразі вимкнено. Будь ласка, не видаляйте код, який викликає це повідомлення. Розробники вже працюють для того, щоби відновити штатне функціонування цього графіка або діаграми. |

|  | На цьому місці має відображатися графік чи діаграма, однак з технічних причин його відображення наразі вимкнено. Будь ласка, не видаляйте код, який викликає це повідомлення. Розробники вже працюють для того, щоби відновити штатне функціонування цього графіка або діаграми. |

|  | На цьому місці має відображатися графік чи діаграма, однак з технічних причин його відображення наразі вимкнено. Будь ласка, не видаляйте код, який викликає це повідомлення. Розробники вже працюють для того, щоби відновити штатне функціонування цього графіка або діаграми. |